# Princípio do contraditório e da ampla defesa

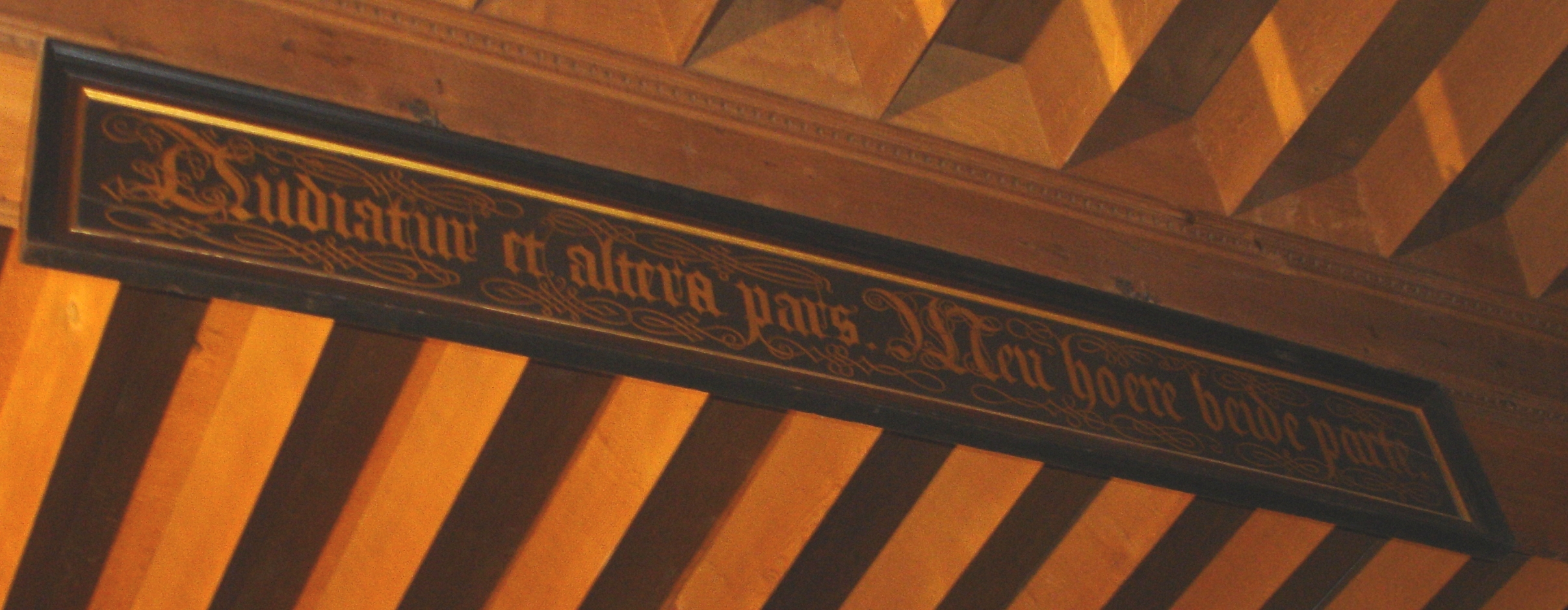
Placa para a admoestação dos juízes na Câmara de Paz da Câmara Municipal de Münster (Vestfália)

O principio do contraditório e da ampla defesa, em Direito processual, é um princípio jurídico fundamental do processo judicial moderno. Exprime a garantia de que ninguém pode sofrer os efeitos de uma sentença sem ter tido a possibilidade de ser parte do processo do qual esta provém, ou seja, sem ter tido a possibilidade de uma efetiva participação na formação da  decisão judicial (direito de defesa). O princípio é derivado da frase latina Audi alteram partem (ou audiatur et altera pars), que significa "ouvir o outro lado", ou "deixar o outro lado ser ouvido bem".
Implica a necessidade de uma dualidade de partes que sustentam posições jurídicas opostas entre si, de modo que o tribunal encarregado de instruir o caso e proferir a sentença não assume nenhuma posição no litígio, limitando-se a julgar de maneira imparcial segundo as pretensões e alegações das  partes.

## No Brasil
No Brasil, o princípio do contraditório e da ampla defesa  é assegurado pelo artigo 5º, inciso LV da Constituição Federal.
O contraditório pode ser definido pela expressão latina audiatur et altera pars, que significa “ouça-se também a outra parte”. Consiste no direito do réu a ser ouvido e na proibição de que haja decisão sem que se tenha ouvido os interessados. Por conta desse princípio, no processo cívil, a sentença será nula se o demandado não tiver tido oportunidade de contestar a ação e no processo penal, será suspenso até que a defesa seja apresentada. Fredie Didier sustenta que o contraditório, além de sua dimensão formal (qualificada na possibilidade das partes serem ouvidas), é caracterizado por uma dimensão substantiva, que implica na possiblidade de garantir condições das partes poderem influenciar nas decisões do poder judiciário (2019, p. 106).
Ainda no processo penal, a condenação com base apenas em prova produzida pela acusação é também nula, motivo pelo qual o juiz não pode condenar com base em prova produzida apenas no inquérito policial.
Já a ampla defesa corresponde ao direito da parte de se utilizar de todos os meios a seu dispor para alcançar seu direito, seja através de provas ou de recursos. Assim, o juiz não pode negar à parte o direito a apresentar determinada prova, exceto se ela for repetitiva, irrelevante ou for utilizada apenas para atrasar o processo.
O princípio da ampla defesa e do contraditório possuem base no dever delegado ao Estado de facultar ao acusado a possibilidade de efetuar a mais completa defesa quanto à imputação que lhe foi realizada. As condições mínimas para a convivência em uma sociedade democrática são pautadas através dos direitos e garantias fundamentais. Estes são meios de proteção dos Direitos individuais, bem como mecanismos para que haja sempre alternativas processuais adequadas para essa finalidade.
Além disso,os princípios constitucionais são indispensáveis na sua função ordenadora, pois colaboram para a unificação e harmonização do sistema constitucional. A Carta Magna em seu artigo 5º, inciso LV afirma que:
LV - aos litigantes, em processo judicial  ou administrativo, e aos acusados em geral são assegurados o contraditório e ampla defesa, com os meios e recursos a ela inerentes;
Não só a Constituição da República, mas também a Convenção Americana sobre os Direitos Humanos, chamada de Pacto de São José da Costa Rica, aprovada pelo Congresso Nacional, através do Decreto Legislativo n° 27, de 26/5/1992, garante o contraditório. Diz o art. 8º:
Art. 8º Garantias Judiciais
Toda pessoa tem direito a ser ouvida, com as devidas garantias  e dentro de um prazo razoável, por um juiz ou tribunal competente, independente e imparcial, estabelecido anteriormente por lei, na apuração de qualquer acusação penal formulada contra ela, ou para que se determinem seus direitos ou obrigações de natureza civil, trabalhista, fiscal ou de qualquer outra natureza.

## Abrangências
No meio processual, especificamente na esfera do direito probatório, ele se manifesta na oportunidade que os litigantes têm de requerer a produção de provas e de participarem de sua realização, assim como também de se pronunciarem a respeito de seu resultado.
Segundo Paulo Rangel, não há contraditório no sistema inquisitivo, pois o “acusado” não passa de mero objeto de investigação, ele é apenas investigado, motivo esse que não há de se falar em contraditório na fase pré-processual(2013, p.18):
"No sistema inquisitivo, portanto, não há o contraditório, pois o chamado “acusado” não passa de mero objeto de investigação, não sendo, tecnicamente, acusado, e sim investigado, motivo pelo qual não há que se falar em contraditório na fase pré-processual ou no procedimento administrativo (rectius: inquérito policial)."
Conforme Renato Brasileiro de Lima(2011, p.21):
“Prevalece na doutrina e na jurisprudência o entendimento de que a observância do contraditório só é obrigatória, no processo penal, na fase processual, e não na fase investigatória. Isso porque o dispositivo do art. 5º, inc. LV, da Carta Magna, faz menção à observância do contraditório em processo judicial ou administrativo. Logo, considerando-se que o inquérito policial é tido como um procedimento administrativo destinado à colheita de elementos de informação quanto à existência do crime e quanto à autoria ou participação, não há falar em observância do contraditório na fase preliminar de investigações."
Além, disso, a palavra prova, só poderá ser usada para se referir aos elementos de convicção produzidos, em regra, no curso do processo judicial, e, logo após, com a necessária participação dialética das partes, sob a proteção do contraditório e da ampla defesa, de acordo com Renato Brasileiro de Lima (2011, p.21/22): 
“Por força do princípio ora em análise, a palavra prova só pode ser usada para se referir aos elementos de convicção produzidos, em regra, no curso do processo judicial, e, por conseguinte, com a necessária participação dialética das partes, sob o manto do contraditório e da ampla defesa. Essa estrutura dialética da produção da prova, que se caracteriza pela possibilidade de indagar e de verificar os contrários, funciona como eficiente mecanismo para a busca da verdade. De fato, as opiniões contrapostas das partes adversas ampliam os limites da cognição do magistrado sobre os fatos relevantes para a decisão da demanda e diminuem a possibilidade de erros.”
Renato Brasileiro de Lima diferencia o contraditório para a prova e o contraditório sobre a prova. A primeira diz respeito à atuação das partes na própria formação do elemento prova, como por exemplo, a prova testemunhal colhida em juízo, onde não há qualquer razão cautelar para justificar a não intervenção das partes quando de sua produção. O contraditório sobre a prova traduz-se na observância do contraditório feita posteriormente, dando oportunidade ao acusado e a seu defensor de, no curso do processo combater a prova pericial feita no curso do inquérito (2011, p.22/23):
“O contraditório para a prova ou contraditório real demanda que as partes atuem na própria formação do elemento de prova, sendo indispensável que sua produção se dê na presença do órgão julgador e das partes. É o que acontece com a prova testemunhal colhida em juízo, onde não há qualquer razão cautelar a justificar a não intervenção das partes quando de sua produção, sendo obrigatória, pois, a observância do contraditório para a realização da prova. O contraditório sobre a prova, também conhecido como contraditório diferido ou postergado, traduz-se no reconhecimento da atuação do contraditório após a formação da prova. Em outras palavras, a observância do contraditório é feita posteriormente, dando-se oportunidade ao acusado e a seu defensor de, no curso do processo, contestar a providência cautelar, ou de combater a prova pericial feita no curso do inquérito.”

## Contraditório
Segundo Paulo Rangel, a instrução contraditória é inerente ao próprio direito de defesa, pois não se concebe um processo legal, buscando a verdade processual dos fatos, sem se dê ao acusado a oportunidade de desdizer as afirmações feitas sobre o mesmo. Ressaltando ainda que, as partes possuem plena igualdade de condições, sofrendo o ônus de sua inércia no curso do processo (2013, p.17/18):
“A instrução contraditória é inerente ao próprio direito de defesa, pois não se concebe um processo legal, buscando a verdade processual dos fatos, sem se dê ao acusado a oportunidade de desdizer as afirmações feitas pelo Ministério Público (ou seu substituto processual) em sua peça exordial.’ .[...]”
[...]“Ressalta-se que o contraditório é inerente ao sistema acusatório, onde as partes possuem plena igualdade de condições, sofrendo o ônus de sua inércia no curso do processo.”
Segundo Renato Brasileiro de Lima, deriva do contraditório o direito à participação, sendo a possibilidade de a parte oferecer reação, à pretensão da parte contrária. Para obter o contraditório efetivo e equilibrado, há de se assegurar uma real e igualitária participação dos sujeitos processuais no decurso do processo (2011, p.19):
“Também deriva do contraditório o direito à participação, aí compreendido como a possibilidade de a parte oferecer reação, manifestação ou contrariedade à pretensão da parte contrária.
Enfim, há de se assegurar uma real e igualitária participação dos sujeitos processuais ao longo de todo o processo, assegurando a efetividade e plenitude do contraditório. É o que se denomina contraditório efetivo e equilibrado.”
Conforme o autor supramencionado, o direito de defesa liga-se ao princípio do contraditório, na medida em que, a defesa garante o contraditório e por ele se manifesta. O exercício da ampla defesa só é possível em virtude de um dos elementos que compõem o contraditório, sendo tal elemento, o direito à informação (2011, p.21):  
“O direito de defesa está ligado diretamente ao princípio do contraditório. A defesa garante o contraditório e por ele se manifesta. Afinal, o exercício da ampla defesa só é possível em virtude de um dos elementos que compõem o contraditório - o direito à informação. Além disso, a ampla defesa se exprime por intermédio de seu segundo elemento: a reação.”
Segundo Renato Brasileiro de Lima (2011, p. 19):
“Como se vê, o direito à informação funciona como consectário lógico do contraditório. Não se pode cogitar da existência de um processo penal eficaz e justo sem que a parte adversa seja cientificada da existência da demanda ou dos argumentos da parte contrária. Daí a importância dos meios de comunicação dos atos processuais: citação, intimação e notificação.”
Gustavo Henrique Badaró nos ensina que, ao deixar de comunicar um determinado ato processual ao acusador, ou impedir-lhe a reação à determinada prova ou alegação da defesa, violará o princípio do contraditório. Tendo em vista, que o contraditório manifesta-se em ambas as partes, já a defesa incide sobre o réu (2008, p.12): 
“Deixar de comunicar um determinado ato processual ao acusador, ou impedir-lhe a reação à determinada prova ou alegação da defesa, embora não represente violação do direito de defesa, certamente violará o principio do contraditório. O contraditório manifesta-se em relação a ambas as partes, já a defesa diz respeito apenas ao réu.”
Além disso, Gustavo Henrique Badaró ao analisar o princípio do contraditório, diz que, há o dever do juiz de provocar o prévio contraditório entre as partes, sobre qualquer questão que apresente relevância decisória, seja ela processual, de fato ou de direito, prejudicial ou preliminar, ensejando uma oportunidade para as partes, e principalmente aquela parte que seria prejudicada pela decisão de apresentar suas alegações e influenciar o convencimento do juiz (2008, p.11): 
"O princípio do contraditório exige, em relação ás questões de direito que possam fundar uma decisão relevante, que as partes sejam previamente consultadas. Há o dever do juiz de provocar o prévio contraditório entre as partes, sobre qualquer questão que apresente relevância decisória, seja ela processual ou de mérito, de fato ou de direito, prejudicial ou preliminar.
O desrespeito ao contraditório sobre as questões de direito expõe as partes ao perigo de uma sentença de surpresa. Por outro lado, o juiz instar as partes a se manifestarem, antes da decisão, sobre uma determinada questão de direito, não pode ser considerado uma perda de imparcialidade, por estar prejulgando a causa. Ao contrário, é mais uma oportunidade que se dá ás partes e, principalmente, àquela parte que seria prejudicada pela decisão, de apresentar suas alegações e influenciar o convencimento do juiz."

## Ampla defesa
A Constituição Federal assegura aos litigantes, em processo judicial ou administrativo, e aos acusados em geral a ampla defesa, abrangendo a defesa técnica e a autodefesa.(Cabe todos recursos que estiverem ao seu dispôr).
Segundo Renato Brasileiro de Lima há entendimento doutrinário acerca do tema, no sentido de que também é possível subdividir a ampla defesa em dois aspectos, um positivo, realiza-se na efetiva utilização dos instrumentos, dos meios de produção e o aspecto negativo, que consiste na não produção de elementos probatórios de elevado risco à defesa do réu (2011, p.21):
“Quando a Constituição Federal assegura aos litigantes, em processo judicial ou administrativo, e aos acusados em geral a ampla defesa, entende-se que a proteção deve abranger o direito à defesa técnica e à autodefesa, havendo entre elas relação de complementariedade. Há entendimento doutrinário no sentido de que também é possível subdividir a ampla defesa sob dois aspectos: a) positivo: realiza-se na efetiva utilização dos instrumentos, dos meios e modos de produção, certificação, esclarecimento ou confrontação de elementos de prova que digam com a materialidade da infração criminal e corri a autoria; b) negativo: consiste na não produção de elementos probatórios de elevado risco ou potencialidade danosa à defesa do réu.”
Conforme Gustavo Henrique Badaró, o Direito de defesa apresenta-se bipartido, em direito à autodefesa, exercido pessoalmente pelo acusado e o direito à defesa técnica, exercido por profissional habilitado, com capacidade postulatória, para adquirir o equilíbrio entre a acusação e a defesa (2008, p.13): 
“O direito de defesa apresenta-se bipartido em: (1) direito á autodefesa; e (2) direito à defesa técnica. O direito à autodefesa é exercido pessoalmente pelo acusado, que poderá diretamente influenciar o convencimento do juiz. Por sua vez, o direito à defesa técnica é exercido por profissional habilitado, com capacidade postulatória, e conhecimentos técnicos, assegurando assim a paridade de armas entre a acusação e a defesa.”
Renato Brasileiro de Lima diferencia a autodefesa da defesa técnica, enquanto a primeira é exercida pelo próprio acusado, a defesa técnica pode ser renunciável, já que não há como se compelir o acusado a exercer seu direito ao interrogatório nem de acompanhar os atos da instrução processual (2011, p.32):
“Autodefesa é aquela exercida pelo próprio acusado, em momentos cruciais do processo. Diferencia-se da defesa técnica porque, embora não possa ser desprezada pelo juiz, é renunciável, já que não há como se compelir o acusado a exercer seu direito ao interrogatório nem tampouco a acompanhar os atos da instrução processual.”
Segundo o mesmo, existe a figura da defesa técnica plena e efetiva, não bastando assegurar a presença do profissional habilitado, no curso do processo, torna-se necessário que se perceba efetiva atividade defensiva do advogado ao assistir seu cliente. Dentre as garantias do devido processo legal, é assegurado ao acusado e a seu defensor tempo hábil para a preparação da defesa (2011, p.30/31):
“Para que seja preservada a ampla defesa a que se refere a Constituição Federal, a defesa técnica, além de necessária e indeclinável, deve ser plena e efetiva.Ou seja, não basta assegurar a presença formal de defensor técnico. No curso do processo, é necessário que se perceba efetiva atividade defensiva do advogado no sentido de assistir seu cliente.’ [...]”
[...] “Para que essa defesa seja ampla e efetiva, deve-se deferir ao acusado e a seu defensor tempo hábil para sua preparação e exercício. Entre as várias garantias que o devido processo legal assegura está o direito de dispor de tempo e facilidades necessárias para preparar a defesa. Há de se assegurar ao acusado e a seu defensor o tempo e os meios adequados para a preparação da defesa.”
Além disso,Gustavo Henrique Badaró ensina que, o direito à autodefesa se divide em: direito de presença, direito de audiência e direito de postular pessoalmente. O direito de presença é exercido com o comparecimento em audiência do acusado, o direito de audiência por sua vez é exercido por excelência na audiência de interrogatório, já o direito de postular pessoalmente nada mais é que a possibilidade que o mesmo recorra (2008, p.12/13):
“O direito à autodefesa se divide em: (1) direito de presença; (2) direito de audiência; (3) direito de postular pessoalmente.”
“O direito de presença é exercido com o comparecimento em audiências pelo acusado. A sua presença permitirá uma integração entre a autodefesa e a defesa técnica na produção de prova. Muitos fatos e pormenores mencionados por testemunhas são do conhecimento pessoal do acusado, que, por estar diretamente ligado aos fatos, poderá auxiliar o defensor na formulação de perguntas e na demonstração de incongruências ou incompatibilidades do depoimento. Assim, a restrição da participação do acusado na audiência de oitiva de testemunhas pode implicar séria violação do direito de defesa como um  todo.”
“O direito de audiência, isto é, o direito de ser ouvido pela autoridade judiciária é exercido, por excelência, na audiência de interrogatório. Trata-se, porém, de mera faculdade do acusado que, se desejar, poderá renunciar a tal direito, permanecendo calado (CRFB,art. 5°, inciso LXIII).”
“O direito de postular está presente na possibilidade de recorrer pessoalmente (CPP, art. 577, caput), de interpor habeas corpus ou revisão criminal (CPP, art. 623), de arrolar testemunhas (CPP, art. 395).”